# Errogie
Errogie (Schots-Gaelisch: Earaghaidh) is een dorp in de Schotse lieutenancy Inverness in het raadsgebied Highland.